# Понте-Сан-П'єтро
Понте-Сан-П'єтро (італ. Ponte San Pietro) — муніципалітет в Італії, у регіоні Ломбардія,  провінція Бергамо.
Понте-Сан-П'єтро розташоване на відстані близько 490 км на північний захід від Рима, 45 км на північний схід від Мілана, 7 км на захід від Бергамо.
Населення — 11 573 особи (2014).

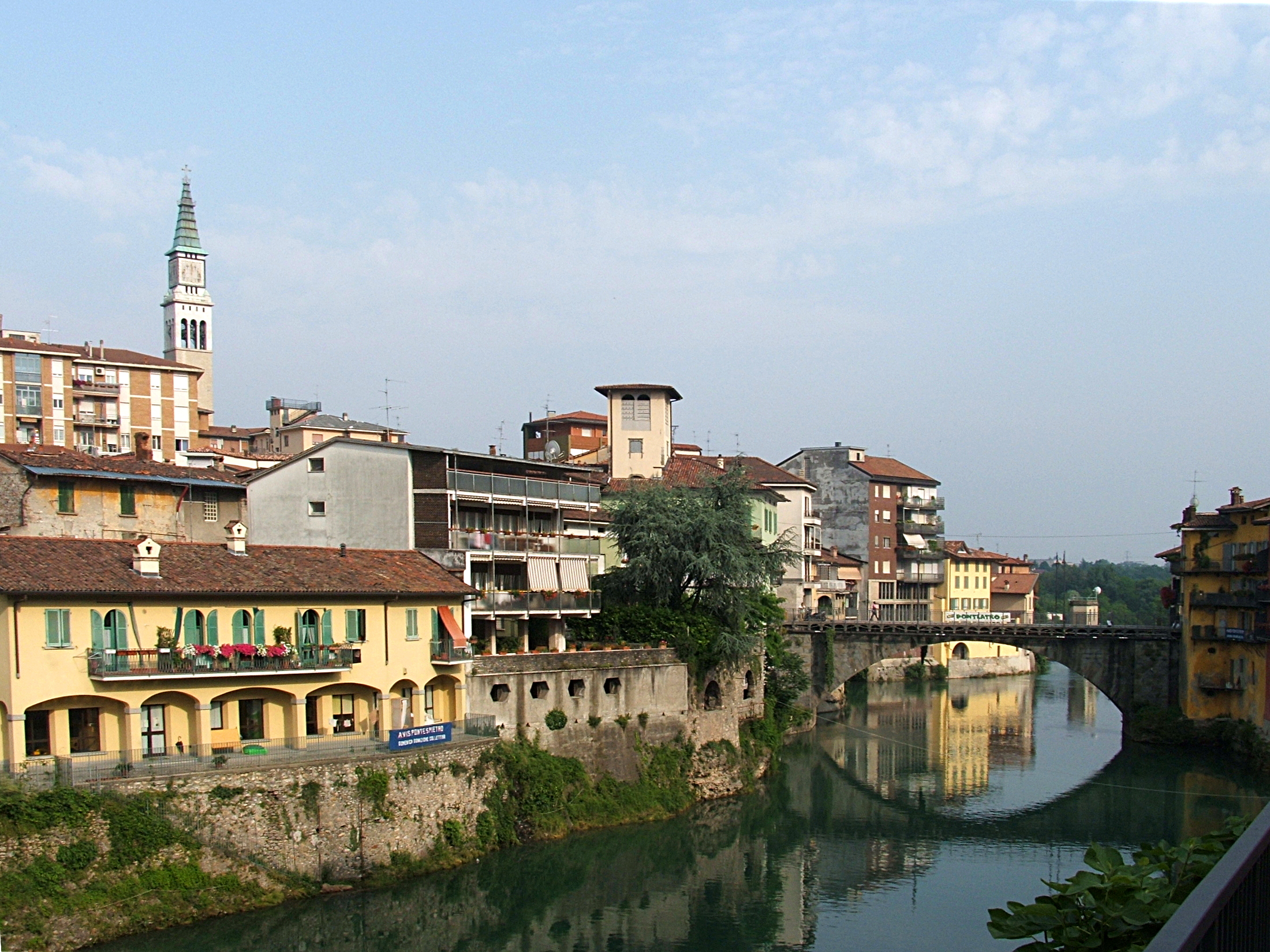

Щорічний фестиваль відбувається 29 червня. Покровитель — святий Петро apostolo.

## Демографія
Населення за роками:

Станом на 1 січня 2023 року в муніципалітеті офіційно проживали 2154 іноземці з 75 країн, серед них 203 громадяни країн Євросоюзу та 61 громадянин України.

## Уродженці
- Гауденціо Бернасконі (*1932) — італійський футболіст, захисник, захисник, півзахисник, згодом — футбольний тренер.

## Сусідні муніципалітети
- Бонате-Сопра
- Брембате-ді-Сопра
- Курно
- Мапелло
- Моццо
- Презеццо
- Вальбрембо